# Saint-Michel-de-Montaigne
Saint-Michel-de-Montaigne là một xã, nằm ở tỉnh Dordogne vùng Aquitaine của Pháp. Xã này có diện tích 9,1 kilômét vuông, dân số năm 2004 là 335 người. Xã nằm ở khu vực có độ cao trung bình 70 m trên mực nước biển.

## Thông tin nhân khẩu
| Năm    | 1962 | 1968 | 1975 | 1982 | 1990 | 1999 | 2004 |
| ------ | ---- | ---- | ---- | ---- | ---- | ---- | ---- |
| Dân số | 349  | 291  | 283  | 283  | 292  | 297  | 335  |

## Công trình nổi bật
- Lâu đài Montaigne, là nơi sinh và mất của Michel de Montaigne (1533-1592). Nơi mất của Pierre Magne (1806-1879).
- Vignoble de Montravel

## Nhân vật nổi bật
- Michel de Montaigne
- Pierre Magne (1806-1879)